# 三国陣
三国 陣（みくに じん、1980年 - ）は、日本のライトノベル作家、ゲームシナリオライター。

## 人物
1980年北海道生まれ、早稲田大学中退。趣味はゲームと料理。ソーシャルゲームのシナリオも手掛けている。
別名義「ma-gun」。かつては冲方丁の文芸アシスタントを務めた経験がある。スニーカー大賞にて優秀賞受賞経験あり、また別名義でのライトノベル3冊を出版していることを明かしている。2020年時点でテイルポット所属。

## 作品

### 単行本
- 偽神戦記 首輪姫の戴冠（スーパーダッシュ文庫、2014年4月）
- 偽神戦記 2 雷火の帝国（スーパーダッシュ文庫、2014年8月）
- 不死王殺し 英雄はいかにして不死身の王を倒すのか（ダッシュエックス文庫、2016年）

### その他
- ゲームブック 消えたプリン（Kindle ダイレクト・パブリッシング）
- ふじゆう（不死身の勇者）（インファナル・デッドリー・ファンタジーVSハードコアゲーマー、小説家になろう）
- ラノベ天狗は笑わない（note）
- 凍京NECRO〈トウキョウ・ネクロ〉（ニトロプラス）
- 天華百剣 -斬-（ディー・エヌ・エー）